# Капска лисица
Капска лисица (Vulpes chama) е хищен бозайник от семейство Кучеви.

## Физически характеристики
Космената покривка е сива като постепенно преминава в жълтеникава по долната част на тялото. Дължината на тялото е 45 – 61 cm, височината при холката е 28 – 33 cm, а теглото е 3,6 – 5 kg.

## Разпространение
Капската лисица е вид, който обитава открити пространства характеризиращи се с полупустинен характер. Ареалът на местообитание обхваща територии от Зимбабве, Ботсвана и РЮА. Среща се и във високопланински райони в Лесото.

## Начин на живот и хранене
Представителите на вида са предимно нощни животни. В менюто на лисицата влизат различни малки бозайници, гущери и мърша. Храни се още с различни плодове и насекоми.

## Размножаване
Капските лисици са моногамни животни. Чифтосват се през цялата година. Бременността продължава 51 – 53 дни, раждат се от 3 до 6 малки. Теглото на малките при раждане е 50 – 100 грама.